# Bébé marchand des quatre saisons
Pour plus de détails, voir Fiche technique et Distribution.
Bébé marchand des quatre saisons est un film muet français réalisé par Louis Feuillade et sorti en 1911.
Ce film fait partie de la série des Bébé.

## Fiche technique
- Titre : Bébé marchand des quatre saisons
- Réalisation : Louis Feuillade
- Scénario : Louis Feuillade
- Société de production : Société des Établissements L. Gaumont
- Pays d'origine :  France
- Langue : film muet avec les intertitres en français
- Format : Noir et blanc — 35 mm — 1,33:1 — Muet
- Métrage : 217 m
- Genre : Comédie
- Durée : 7 minutes
- Date de sortie : 
  - France : avril 1911

## Distribution
- René Dary : Bébé (comme Clément Mary)
- Renée Carl : la mère